# Uristes natalensis
Uristes natalensis är en kräftdjursart som beskrevs av K. H. Barnard 1916. Uristes natalensis ingår i släktet Uristes och familjen Uristidae. Inga underarter finns listade i Catalogue of Life.